# Elio Ragni
Elio Ragni, född 5 december 1910 i Milano, död 19 juni 1998, var en italiensk friidrottare.
Ragni blev olympisk silvermedaljör på 4 x 100 meter vid sommarspelen 1936 i Berlin.